# 双河街道 (华蓥市)
双河街道，是中华人民共和国四川省广安市华蓥市下辖的一个乡镇级行政单位。

## 行政区划
双河街道下辖以下地区：
明光路社区、红星路社区、东风路社区、蓥光路社区、清溪路社区、西街社区、迎宾路社区、石岭岗路社区、广华大道社区、渠水路社区、杜家坪村、双桥村、招勋村、栋梁村、民太村、果子村和五星村。